# Clastobasis brunhesi
Clastobasis brunhesi är en tvåvingeart som beskrevs av Loïc Matile 1979. Clastobasis brunhesi ingår i släktet Clastobasis och familjen svampmyggor. Inga underarter finns listade i Catalogue of Life.